# Gerichtsbezirk Innsbruck
Der Gerichtsbezirk Innsbruck ist ein dem Bezirksgericht Innsbruck unterstehender Gerichtsbezirk im Bundesland Tirol. Der Gerichtsbezirk umfasst die Landeshauptstadt Innsbruck sowie Teile des Bezirks Innsbruck-Land. Der Gerichtsbezirk Innsbruck ist neben den Gerichtsbezirken Hall in Tirol und Telfs einer von drei Gerichtsbezirken im Bezirk Innsbruck-Land.

## Geschichte
Vorläufer in der Organisation des Gerichtsbezirks Innsbruck war das kaiserliche Landgericht Sonnenburg mit Sitz in Wilten. Das im 13. Jahrhundert entstandene Landgericht Sonnenburg (benannt nach der abgegangenen Burg Sonnenburg) und das fast ebenso alte Stadtgericht Innsbruck waren unter bayerischer Herrschaft 1807 zum Landgericht Innsbruck zusammengelegt worden, welches 1817 nach der Rückkehr Tirols zu Österreich als kaiserliches Landgericht seine Tätigkeit wieder aufnahm.
Der Gerichtsbezirk Innsbruck wurde durch eine 1849 beschlossene Kundmachung der Landes-Gerichts-Einführungs-Kommission geschaffen und umfasste ursprünglich die 21 Gemeinden Ambras, Aldrans, Amras, Birgitz, Götzens, Grieß, Grünzens, Hötting, Igls, Innsbruck, Kemathen, Lans, Mutters, Natters, Patsch, Sellrain, Sistrans, St. Sigmund, Vill, Völs und Wilten.
Der Gerichtsbezirk Innsbruck bildete im Zuge der Trennung der politischen von der judikativen Verwaltung
ab 1868 gemeinsam mit den Gerichtsbezirken Hall, Mieders, Steinach und Telfs den Bezirk Innsbruck Umgebung, wobei die Stadt Innsbruck als Statutarstadt eine eigene Bezirkshauptmannschaft erhielt.
Nach dem Ersten Weltkrieg wurde durch eine Verordnung der Bundesregierung vom 29. März 1923 der Gerichtsbezirk Mieders aufgelöst und das Gebiet des Gerichtsbezirks per 1. Juni 1923 dem Gerichtsbezirk Innsbruck zugewiesen.
Der Gerichtsbezirk Innsbruck wurde durch diese Maßnahme um die Gemeinden Ellbögen, Fulpmes, Kreith, Mieders, Neustift im Stubaital, Schönberg im Stubaital, und Telfes im Stubai erweitert.
Durch eine Verordnung des Bundeskanzleramtes vom 13. Juli 1925 wurden die Gemeinden Arzl und Mühlau aus dem Gerichtsbezirk Hall in Tirol und die Gemeinden Leutasch, Reith bei Seefeld, Scharnitz und Seefeld in Tirol aus dem Gerichtsbezirk Telfs ausgeschieden und dem Gerichtsbezirk Innsbruck zugeschlagen.
Durch eine weitere Verordnung der Bundesregierung vom 1. März 1977 wurde auch der Gerichtsbezirk Steinach aufgelassen und dessen Gebiet per 1. Juli 1977 dem Gerichtsbezirk Innsbruck zugeschlagen.
Der Gerichtsbezirk wurde dadurch um die Gemeinden des Wipptals Gries am Brenner, Gschnitz, Matrei am Brenner, Mühlbachl, Navis, Obernberg am Brenner, Pfons, Schmirn, Steinach am Brenner, Trins und Vals erweitert, die Fläche erhöhte sich dadurch von 1.080,85 km² auf 1.537,74 km².

## Gerichtssprengel
Der Gerichtssprengel umfasste seit 1977 die Landeshauptstadt Innsbruck und die 34 Gemeinden (Stand seit 2022, nach der Fusion von Matrei am Brenner mit Mühlbachl und Pfons): Aldrans, Axams, Birgitz, Ellbögen, Fulpmes, Götzens, Gries am Brenner, Gries im Sellrain, Grinzens, Gschnitz, Kematen in Tirol, Lans, Leutasch, Matrei am Brenner, Mieders, Mutters, Natters, Navis, Neustift im Stubaital, Obernberg am Brenner, Patsch, Reith bei Seefeld, St. Sigmund im Sellrain, Scharnitz, Schmirn, Schönberg im Stubaital, Seefeld in Tirol, Sellrain, Sistrans, Steinach am Brenner, Telfes im Stubai, Trins, Vals und Völs.